# Ороско, Мануэль Ровира
Мануэ́ль Рови́ра Оро́ско (исп. Manuel Rovira Orozco; Пётр Мануилович Орлов; 1919 — после 1948) — испанский и советский летчик-истребитель, майор.

## Биография
Родился в 1919 году в Испании.
В начале 1937 года был направлен республиканским правительством на учёбу в СССР, в Кировабад, где должен был выучиться на лётчика-истребителя. Закончив лётную школу, в октябре 1937 года вернулся в Испанию, после чего был направлен в формировавшуюся в то время 4-ю эскадрилью, летавшую на И-15. В начале ноября эта часть в составе 26-й истребительной авиагруппы была переброшена под Теруэль, где Мануэль Ороско и одержал свою первую победу, сбив итальянский Fiat CR.32.
17 Января 1938 года в ходе напряжённого боя самолёт лейтенанта Ороско был оттеснён от республиканских самолётов. Видя безвыходность положения, лётчик нанёс удар крылом своего И-15 по оказавшемуся рядом Bf.109 и тот, беспорядочно кувыркаясь, упал на землю. Воспользовавшись замешательством противника, Ороско ушёл на малую высоту и благополучно приземлился на своём аэродроме в Барахосе. Он стал первым испанским пилотом республиканских ВВС, сумевшим после тарана противника вернуться живым и на исправном самолёте.
К концу гражданской войны на официальном счету лётчика было около 10 побед. В марте 1939 года Ороско перешёл испано-французскую границу и попал во французский лагерь для интернированных, откуда впоследствии был вывезен в Советский Союз.
Участник Великой Отечественной войны с 1942 года. В звании капитана летал в составе 785-го ИАП. Принял фамилию Пётр Мануилович Орлов. Ас ночного боя — во время битвы под Курском ночью сбил разведчик FW-189. За время войны подготовил значительное количество истребителей-ночников.
После окончания войны служил инспектором 20-й Воздушной армии, штаб которой размещался в Прибалтике, потом инспектором 106-й ИАД. В 1948 демобилизован.